# Коверда, Борис Софронович

Борис Коверда на допросе в полицейском железнодорожном участке после убийства Войкова

Бори́с Софро́нович Коверда́ (21 августа 1907, Вильна, Российская империя — 18 февраля 1987, Вашингтон, США) — деятель русской Белой эмиграции, редактор, корректор, экспедитор. В 1927 году совершил убийство полпреда СССР в Польше Петра Войкова.

## Биография
Родился 21 августа 1907 года, сын учителя народной школы Софрона Иосафатовича Коверды, эсера, коренного уроженца Полесья (участник Гражданской войны на стороне Белого движения и Второй мировой войны на стороне нацистской Германии, погиб в 1943 году). Мать — Анна Антоновна (1885—1967). Родители происходили из села Котлы Пасынковской волости Бельского уезда Гродненской губернии (ныне Подляское воеводство Польши). По национальной принадлежности относил себя к русским.
С 1915 до 1920 года находился с матерью и сестрами Ириной и Людмилой в эвакуации в Самаре, где стал свидетелем красного террора (в частности, гибели своего двоюродного брата и расстрела друга семьи священника Лебедева). Затем семья вернулась в Вильну. Учился в белорусской, затем — в русской гимназии в Вильне. Владея белорусским языком, Коверда работал корректором и экспедитором в редакции белорусской антикоммунистической газеты «Беларускае слова»; по политических взглядам позиционировал себя в этот период как демократ. Школу вынужден был оставить из-за необходимости зарабатывать.

По словам педагогов виленской русской гимназии, Коверда производил впечатление очень интеллигентного, скромного, немного робкого, замкнутого и малообщительного юноши. Был очень деликатен в отношении к членам администрации, педагогам и товарищам. Никаких, даже обыкновенных ученических провинностей за ним не наблюдалось. В гимназии отличался хорошими способностями, но необходимость постоянного заработка отвлекала его от занятий, не позволяла ему быть в числе лучших учеников. В школьной общественной жизни участия не принимал. И вообще, по словам педагогов, Коверда не проявлял особенного интереса к общественно-политическим вопросам и стоял в стороне от русской общественно-политической жизни.— И. Борис Коверда // За Свободу! — 9 июня 1927. — № 129 (2161). — С. 1.

## Убийство Войкова
Люба мне буква «Ка»,

Вокруг неё сияет бисер.

Пусть вечно светит свет венца

Бойцам Каплан и Каннегисер.

И да запомнят все, в ком есть

Любовь к родимой, честь во взгляде,

Отмстили попранную честь

Борцы Коверда и Конради.

К. Д. Бальмонт. 

Цитируется по: Краснов-Левин А. В поисках Нового града
7 июня 1927 года Борис Коверда на железнодорожном вокзале в Варшаве открыл огонь по советскому полномочному представителю в Польше П. Л. Войкову. В завязавшейся перестрелке Войков был тяжело ранен и через час скончался, а Коверда без сопротивления сдался полиции.
В ходе следствия действия Коверды были представлены как индивидуальное убийство, несмотря на то, что советская сторона настаивала на возможном участии белоэмигрантских организаций. Согласно заявлениям Коверды, он убил Войкова как «представителя международной банды большевиков» и «не как посланника, а как члена Коминтерна».
В ходе процесса не прозвучало никаких упоминаний о роли Войкова в расстреле царской семьи. Коверда был приговорён польским судом к пожизненным каторжным работам, которые затем были заменены 15-летними. Освобождён по амнистии, отбыв 10 лет наказания, в 1937 году.

## После освобождения
Выйдя на свободу Коверда отправился в Югославию, где в 1938 году сдал экстерном экзамен на аттестат зрелости при русском кадетском корпусе в Белой Церкви.
Начало Второй мировой войны застало Коверду в Польше, откуда он вновь вернулся в Югославию, где его занятия были прерваны немецкой оккупацией весной 1941 года; из Югославии он возвратился к семье в Варшаву и находился там до лета 1944 года, когда русским семьям была предоставлена возможность эвакуироваться в Германию. Проживая в Варшаве, вступил в ряды дивизии вермахта «Руссланд», позднее переименованной в 1 Русскую Национальную Армию, совершал поездки на оккупированные территории СССР (например в Псков в 1943), сотрудничал с различными коллаборационистами. В мае 1945 года вместе с отступавшими частями Русской Национальной Армии генерал-майора Б. А. Хольмстон-Смысловского прибыл в Лихтенштейн, где русские военнослужащие этой армии пытались найти убежище от выдачи в СССР.
После войны в течение нескольких лет, уже с женой и дочерью, Коверда находился последовательно в Швейцарии, Франции и ФРГ, откуда в 1949 году семья перебралась в США, где до 1963 года работал в газете «Россия» (Нью-Йорк), затем в типографии «Нового русского слова». Был знаком с А. И. Солженицыным.
Умер 18 февраля 1987 года в Вашингтоне. Похоронен на кладбище Успенского женского Новодивеевского монастыря в Нануэте, Нью-Йорк.
Бывшие соратники Коверды в подготовке покушении на Войкова — Арсений Павлюкевич (был двойным агентом, польской разведки и советского ГПУ) и Михаил Яковлев, погибли как участники движения Сопротивления (Яковлев погиб в Освенциме, Павлюкевич был расстрелян немцами).

## Семья
- Жена — Нина Алексеевна (1913—2003).
  - Дочь — Наталья.
    - Внучки — Татьяна и Анна.
- Сестра — Ирина Каверда (фамилия писалась на белорусский манер, 10 января 1909—?), выпускница русской женской гимназии Л. И. Поспеловой в Вильно, в 1928 году выехала в Париж, бедствовала, для неё собирали деньги[5].
- Сестра — Людмила Коверда (23 декабря 1912—?), выпускница русской женской гимназии Л. И. Поспеловой в Вильно, училась на медицинском факультете Софийского университета, получала стипендию в 150—225 франков ежемесячно от Центрального комитета по обеспечению высшего образования русскому юношеству за границей[5].